# Promet Estonije
Još nedovoljno razvijen kopneni estonski sustav prijevoza raspolaže s 16 000 km cesta i s nešto više od 1 000 km željezničkih pruga. Tallinn je najvažnija luka i središte pomorskih veza s obližnjim Helsinkijem,glavnim gradom Finske. U Tallinnu je i jedina zračna luka.